# A világkagyló mítosza
A világkagyló mítosza Rajnai András rendezésében 1981-ben készült magyar tévéjáték. A Magyar Televízió IV. Stúdiójában bluebox technika felhasználásával forgatták.

## Történet
Az ősi óceániai legenda története két szerelmesről, az istenekkel és az elemekkel való küzdelmükről szól. A Hegyek Asszonya régóta szereti Mennydörgést. De ő helyette Kámát, a Szivárványlányt választja. A Hegyek Asszonya bosszút akar állni, erre Mauit, az Embert használja, akit egy varázsíjjal ajándékozz meg. Bár a Főisten többször is figyelmezteti, a férfi nem tud ellenállni, és kilövi a nyílvesszőt. A nyílvessző hosszú ideig, messzire száll, és végül Káma, a Szivárványlány óceán melletti kagylóházának falába fúródik. Maui és Káma egy pillantás alatt egymásba szeretnek, ezt az éppen odaérkező Mennydörgés azonnal észreveszi, haragjában és féltékenységében választott menyasszonyát az Esőistennek áldozza fel. A Hegyek Asszonya elfoglalja kívánt helyét Mennydörgés oldalán. Maui megszökik a fogságából, és elhatározza, hogy visszahozza a lányt a Holtak Birodalmából. Legyőzi az útjába kerülő akadályokat, Istenek gáncsoskodását, és a természeti erők állította próbatételeket. Szerencsére a keresésben segítői is akadnak. A kitartás és a küzdeni akarás eredményre vezet: visszakapja a szerelmesét.

## Szereplők
- Juhász Jácint – Maui, az Ember
- Nagy Attila – A Mennydörgés Istene
- Sáfár Anikó – Káma, a Szivárványlány
- Ladik Katalin – A Hegyek Asszonya
- Rátonyi Róbert – Főisten
- Bencze Ferenc – Tengeristen
- Némethy Ferenc – Napisten
- Szilágyi Zsuzsa – Kagyló-leány
- Harkányi János – A Halottak Királya
- Anday Marietta – Bujaság istennője
- Sárosi Gábor – A Víz Merítője
- Sugár István – Esőisten
- Turóczy Zsuzsa – Szolgáló
- Közreműködik: 
  - Köllő Miklós és a Dominó pantomim együttes